# Мерто (Ајдахо)
Мерто (енгл. Murtaugh) град је у америчкој савезној држави Ајдахо.

## Демографија
По попису из 2010. године број становника је 115, што је 24 (-17,3%) становника мање него 2000. године.
| Група             | 2000.       | 2010.      |
| Белци             | 126 (90,6%) | 91 (79,1%) |
| Афроамериканци    | 0 (0,0%)    | 0 (0,0%)   |
| Азијати           | 0 (0,0%)    | 0 (0,0%)   |
| Хиспаноамериканци | 9 (6,5%)    | 23 (20,0%) |
| Укупно            | 139         | 115        |